# Lamine Diaby
Lamine Diaby (ur. 8 listopada 1984 w Oumé) – iworyjsko-senegalski piłkarz, grający jako napastnik w Olympique Youssoufia.

## Kariera klubowa

### Początki
Zaczynał karierę w ASEC Mimosas. 1 lipca 2007 roku został zawodnikiem Issia Wazy FC. Rok później został graczem SO Armée.

### JS de Kasba Tadla
1 lipca 2009 roku przeniósł się do JS de Kasba Tadla. W sezonie 2010/2011 rozegrał w GNF 1 6 meczów.

### Raja Beni Mellal
1 stycznia 2012 roku trafił do Raja Beni Mellal. W GNF 1 zadebiutował 15 września 2012 roku w meczu przeciwko Wydad Fès (1:1). W debiucie asystował przy trafieniu Zouhaira Naima w 19. minucie. Łącznie w sezonie 2012/2013 rozegrał 20 meczów i miał 4 asysty.

### Dalsza kariera
1 lipca 2013 roku podpisał kontrakt z Mouloudią Wadżda. 1 lipca 2014 roku został graczem US Témara. Rok później przeniósł się do Olympique Youssoufia na zasadzie wolnego transferu.